# Thôm Mòn
Thôm Mòn là một xã thuộc huyện Thuận Châu, tỉnh Sơn La, Việt Nam.
Xã Thôm Mòn có diện tích 14,44 km², dân số năm 1999 là 5.456 người, mật độ dân số đạt 378 người/km².